# SuperMUC

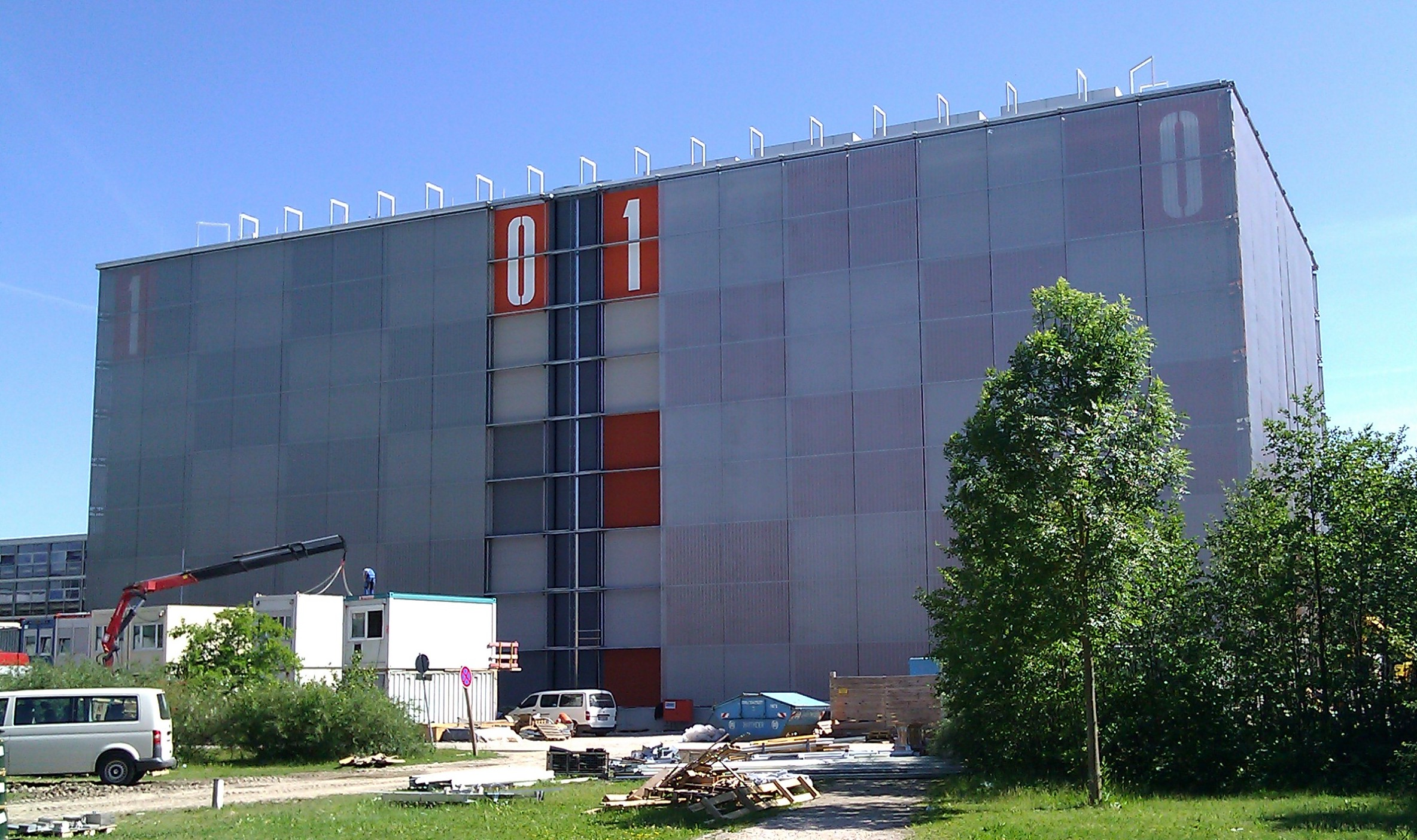
Gebäude des HLRB II (links) und SuperMUC (rechts), Juni 2011

SuperMUC war ein Supercomputer, der am Leibniz-Rechenzentrum in Garching bei München betrieben wurde. Die Endung MUC bezieht sich dabei auf den IATA-Flughafencode des Münchner Flughafens. Der Rechner war der Nachfolger des Höchstleistungsrechners Bayern II (HLRB II). Aktuell wird am LRZ  der SuperMUC NG betrieben.

## Geschichte
Für den Bau von SuperMUC wurde das Leibniz-Rechenzentrum zum Europäischen Zentrum für Supercomputing erweitert. Dabei wurde das würfelförmige Rechnergebäude etwa verdoppelt. Die Kosten dafür sollen rund 85 Millionen Euro für die erste Ausbaustufe und 49 Millionen Euro für die zweite betragen haben. Zusätzlich ist ein Visualisierungslabor zwischen dem aktuellen LRZ-Gebäude und der Fakultät Mathematik/Informatik der Technischen Universität München geplant. Die Gesamtkosten werden sich auf circa 135 Millionen Euro belaufen und vom Bund und dem Freistaat Bayern getragen. Am 13. Dezember 2010 wurde bekannt, dass IBM den Bau des SuperMUC übernommen hatte. Der Bau war im Frühjahr 2011 abgeschlossen, die Inbetriebnahme begann Ende 2011. Seit Juli 2012 war der Computer voll einsatzfähig.
Am 20. Juli 2012 folgte die offizielle Einweihung durch die Bundesministerin für Bildung und Forschung Annette Schavan (CDU) und den bayerischen Staatsminister für Wissenschaft, Forschung und Kunst Wolfgang Heubisch (FDP).
2015 entstand ein weiterer, etwa gleich starker Supercomputer (Phase 2). Beides waren eigenständige Systeme, die jedoch über das File-System lose gekoppelt waren.
Im Oktober 2018 wurde der Nachfolger SuperMUC-NG in Betrieb genommen, der mit einer theoretischen Spitzenleistung (RPeak) von 26,9 Petaflops nach Stand Juni 2019 die Nummer neun unter den weltweit leistungsfähigsten Rechnern ist.
Am 2. Januar 2020 wurde SuperMUC (Phase 2) abgeschaltet.

## Technik

### SuperMUC

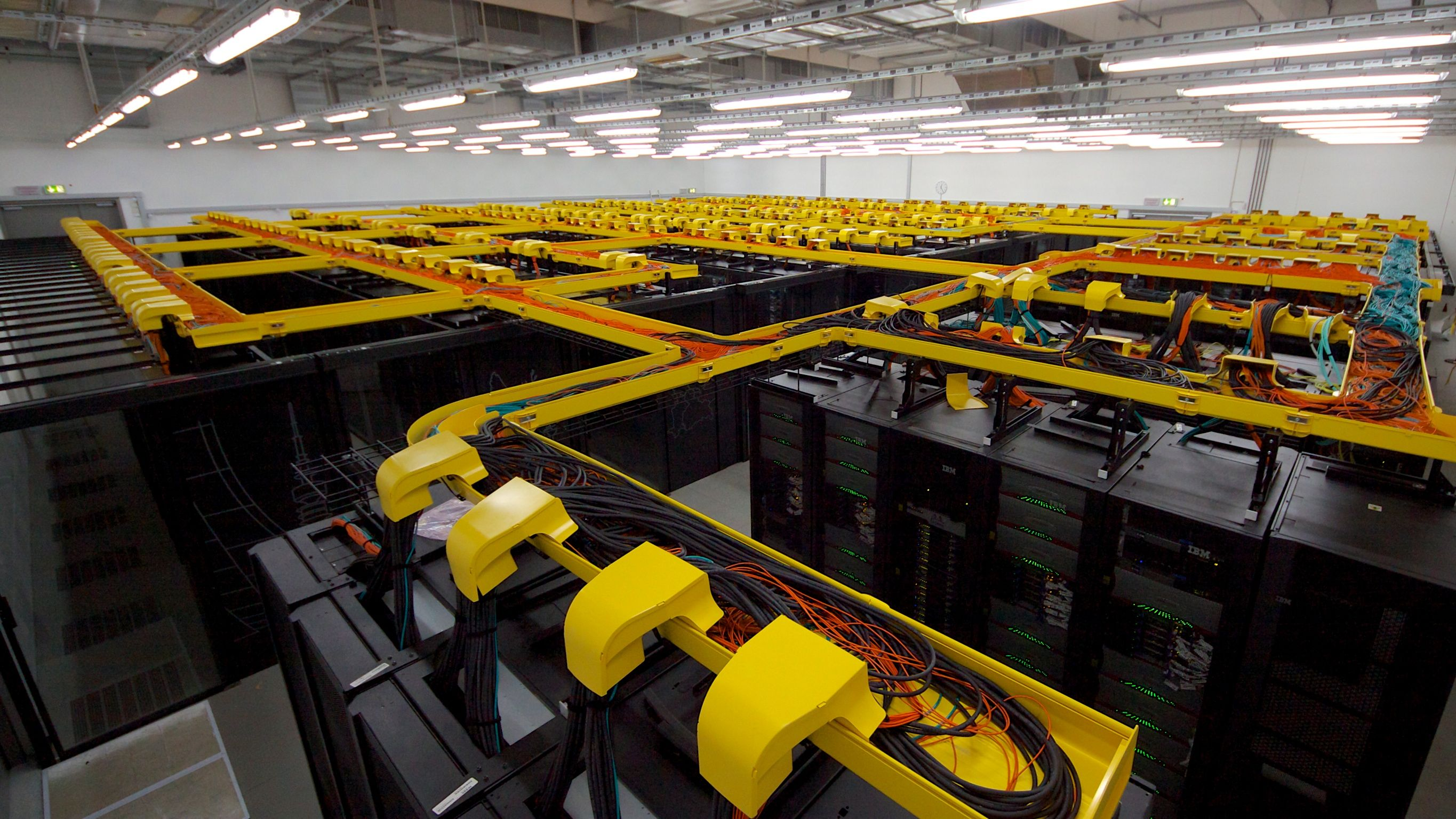
SuperMUC am LRZ

Der SuperMUC war ausgestattet mit 18.432 Intel-Xeon-E5-2680-CPUs (8 Kerne, 2,7 GHz) und 820 Intel-Xeon-E7-4870-CPUs (10 Kerne, 2,4 GHz), einem Arbeitsspeicher von 340 Terabyte (=1012 Bytes; TB), 4 Petabyte (=1015 Bytes; PB) permanenten NAS-Plattenspeicher (> 3.400 SATA-HDDs, je 2 TB, double-parity RAID), 10 PB temporären GPFS-Plattenspeicher, sowie einem Bandspeichersystem von mehr als 30 PB. Er wurde gekühlt von einem Aquasar-Kühlungssystem. Die Spitzenrechenleistung betrug 3,19 PetaFLOPS (=1015 Floating Point Operations Per Second).
Wie fast alle Supercomputer setzte auch SuperMUC eine Linux-Distribution (hier SUSE Linux Enterprise Server) als Betriebssystem ein.
Der SuperMUC wurde zum Zeitpunkt seiner Einweihung im Juni 2012 auf der International Supercomputing Conference in Hamburg als schnellster Supercomputer in Europa benannt.
Im Juni 2016 rangierte er in der TOP500-Liste weltweit auf Platz 27, im November 2017 auf Platz 44 und im Juni 2018 auf Platz 57.

### SuperMUC NG
Der SuperMUC NG ist ausgestattet mit 6.480 Rechenknoten mit jeweils 48 Kernen (Zwei Intel Xeon Platinum 8174 24C 3.1GHz CPUs), verbunden mit einem Intel Omni-Path Interconnect. Die LINPACK Performance beträgt 19,4766 PFLOPS, die theoretische Spitzenleistung 26,8739 PFLOPS. Der Arbeitsspeicher des Clusters beträgt 719 TB. Das High Performance Parallel Filesystem hat 50 PB Speicherkapazität bei 500 GB/s Zugriffsgeschwindigkeit, das Data Science Storage 20 PB bei 70 GB/s. Das Betriebssystem kommt von Suse (SLES), das Batch Scheduling System ist das SLURM, das High Performance Parallel Filesystem ist das IBM Spectrum Scale (GPFS).
Damit nimmt er Platz 26 der TOP500-Liste der weltbesten Rechner ein (Stand: Juni 2022). Er ist damit der neuntschnellste in Europa (vor dem Hawk am Höchstleistungsrechenzentrum Stuttgart und nach dem ARCHER2 in Schottland).
Das Leibniz-Rechenzentrum unterstützt mit dem SuperMUC NG das Munich Quantum Valley bei der Forschung.